# The Last Kumite
The Last Kumite ist ein US-amerikanisch-deutscher Martial-Arts-Film. Der Film ist eine Hommage an die beliebten Actionfilme der 80er und 90er Jahre.

## Inhalt
Der Kampfsportler Michael Rivers gewinnt einen offiziellen Kampfsportwettbewerb und erregt damit die Aufmerksamkeit von Ron Hall, einem Promoter. Hall, ebenfalls ein Menschenhändler, der vor allem in Osteuropa Geschäfte macht, lädt Rivers ein, an einem Untergrundturnier in Bulgarien teilzunehmen, bei dem es um eine Million Dollar geht. Rivers, der bereits beschlossen hat, sich zurückzuziehen, lehnt das Angebot ab.
Hall muss Herausforderer rekrutieren, um gegen den berüchtigten Untergrund-Champion Dracko anzutreten, der die Angewohnheit hat, seine besiegten Gegner zu verkrüppeln und zu töten; er entführt Rivers' Tochter Bree, um ihn zur Teilnahme zu zwingen. Als Rivers in Bulgarien ankommt, trifft er auf Damon Spears und Lea Martin, andere Kämpfer, die auf ähnliche Weise aus dem Ruhestand erpresst wurden. Sie tun sich zusammen, um ihre Familienmitglieder während des Turniers zu retten. Andere Kampfsportler, Meister Loren, dessen Frau ermordet und dessen Tochter von Ron Hall, "Lightning", entführt wurde, und Drackos ehemalige Sensei Julie Jackson bereiten Rivers auf den Sieg vor.

## Produktion und Veröffentlichung
August 2023 veröffentlichte Capelight Pictures eine 4K-UHD-DVD-Version von Bloodsport, die eine Vielzahl von Features enthielt. Da sich Bloodsport immer noch als beliebt erwies, investierte Capelight etwas Geld in ein Kickstarter-Projekt mit dem Titel The Last Kumite.
Regie führte Ross W. Clarkson. Die Drehbücher schrieben Sean David Lowe und Ross W. Clarkson. Die Produzenten waren Sean David Lowe und Wayne A. Graves. Die Musik komponierten Paul Hertzog. Die Lieder kamen von Stan Bush, der sich von Bloodsport und Karate Tiger 3 – Der Kickboxer inspirieren ließ. Für den Schnitt verantwortlich war Oliver Harper. Am 16. Mai 2024 erschien der Film in einer ungekürzten Fassung mit der Altersfreigabe „ab 18 Jahren“ in Deutschland.

## Rezeption
- Lexikon des internationalen Films: „Ein auf seine harten Karatekämpfe ausgerichteter Film, dessen Hauptzweck die Besetzung mit Martial-Arts-Darstellern aus den 1980er-Jahren ist. Da diese reichlich in die Jahre gekommen sind, bleiben ihre Auftritte recht kurz und können die kaum existente Handlung und die mäßige Inszenierung nicht kompensieren.“[7]